# 日本児童文学者協会新人賞
日本児童文学者協会新人賞（にほんじどうぶんがくしゃきょうかいしんじんしょう）は、社団法人日本児童文学者協会が、児童文学の創作、評論・研究の新しい書き手の単行本作品に対して毎年与える賞。児童文学者協会新人賞や日本児童文学者協会短篇賞など名称や規定が二度ほど改定されたのち1968年から現在の名称となった。前年1月から12月の間に出版された新人の第3作目までの単行本が対象。同様な新人の賞としては、日本児童文芸家協会による児童文芸家協会新人賞がある。

## 受賞作一覧

### 児童文学者協会新人賞
（1951年～1960年）
| 回    | 年     | 作品                       | 作者         | 版元・掲載誌                            |
| ----- | ------ | -------------------------- | ------------ | --------------------------------------- |
| 第1回 | 1951年 | 貝になった子供             | 松谷みよ子   | あかね書房                              |
| 第2回 | 1952年 | 鷹の子                     | さがわみちお | 『魂あいふれて』（百合出版）            |
| 第2回 | 1952年 | 川将軍・村の一番星         | 前川康男     | 「びわの実」2号・「文学教育」2号        |
| 第3回 | 1953年 | 風信器                     | 大石真       | 「童苑」9号                             |
| 第4回 | 1954年 | ツグミ                     | いぬいとみこ | 「麦」3号                               |
| 第5回 | 1955年 | 該当作なし                 |              |                                         |
| 第6回 | 1956年 | ゆみこのりす他             | 今西祐行     | 『そらのひつぎかい』（泰光堂）          |
| 第6回 | 1956年 | トコトンヤレ・チャコベエ他 | 長崎源之助   | 「日本児童文学」1956年2号・「童話文学」 |
| 第6回 | 1956年 | 赤毛のポチ                 | 山中恒       | 「小さい仲間」                          |
| 第7回 | 1957年 | かくまきの歌他             | 杉みき子     | 「日本児童文学」1957年2、3号            |
| 第7回 | 1957年 | ミノスケのスキー帽         | 宮口しづえ   | 筑摩書房                                |
| 中止  | 1958年 |                            |              |                                         |
| 第8回 | 1959年 | さぎ                       | 岩崎京子     | 「日本児童文学」1958年5号               |
| 第8回 | 1959年 | サラサラ姫の物語           | 森宣子       | 日本童話文学会                          |
| 第8回 | 1959年 | 人魚のくつ                 | 立原えりか   | 私家版                                  |
| 第8回 | 1959年 | ネーとなかま               | 小笹正子     | 「いたどり」1号                         |
| 第9回 | 1960年 | つるの声                   | 加藤明治     | 「日本児童文学」1959年4号               |
| 第9回 | 1960年 | だれも知らない小さな国     | 佐藤暁       | 講談社                                  |
| 第9回 | 1960年 | 現代児童文学論             | 古田足日     | くろしお出版                            |

### 日本児童文学者協会短編賞
（1966年～1967年）
| 回    | 年     | 作品                                         | 作者       | 掲載誌                   |
| ----- | ------ | -------------------------------------------- | ---------- | ------------------------ |
| 第1回 | 1966年 | 虫                                           | 和田登     | 「とうげの旗」40号       |
| 第2回 | 1967年 | 二年二組はヒヨコのクラス・ひろしまのオデット | 山下夕美子 | 「子どもの家」11号、12号 |

### 日本児童文学者協会新人賞
（1968年～）

#### 第1回 - 第10回
| 回     | 年     | 作品                                      | 作者           |
| ------ | ------ | ----------------------------------------- | -------------- |
| 第1回  | 1968年 | きょうまんさまの夜                        | 宮下和男       |
| 第1回  | 1968年 | 車のいろは空のいろ                        | あまんきみこ   |
| 第2回  | 1969年 | ああ!五郎                                 | 柚木象吉       |
| 第2回  | 1969年 | 祭りの日                                  | 鈴木悦夫       |
| 第3回  | 1970年 | さんしょ子（短篇）                        | 安房直子       |
| 第3回  | 1970年 | 石井桃子論（評論）他                      | 小西正保       |
| 第4回  | 1971年 | 新美南吉童話論                            | 佐藤通雅       |
| 第4回  | 1971年 | グリックの冒険                            | 斎藤惇夫       |
| 第4回  | 1971年 | はらがへったらじゃんけんぽん              | 川北りょうじ   |
| 第5回  | 1972年 | 地べたっこさま                            | さねとうあきら |
| 第5回  | 1972年 | 母と子の川                                | 菊池正         |
| 第5回  | 1972年 | たいくつな王様（詩集）                    | 高木あきこ     |
| 第6回  | 1973年 | 絵にかくとへんな家                        | さとうまきこ   |
| 第6回  | 1973年 | 旅しばいの二日間                          | 佐々木赫子     |
| 第7回  | 1974年 | ぼくらは6年生                             | 黒木まさお     |
| 第7回  | 1974年 | じろはったん                              | 森はな         |
| 第7回  | 1974年 | 石井桃子論（「児童文学作家3」所収、評論） | 清水真砂子     |
| 第8回  | 1975年 | 兎の眼                                    | 灰谷健次郎     |
| 第8回  | 1975年 | 巣立つ日まで                              | 菅生浩         |
| 第9回  | 1976年 | 霧のむこうのふしぎな町                    | 柏葉幸子       |
| 第9回  | 1976年 | 帰らぬ大ワシ                              | 遠藤公男       |
| 第10回 | 1977年 | トビウオは木にとまったか                  | 菊池俊         |
| 第10回 | 1977年 | 闇と光の中                                | 日野多香子     |
| 第10回 | 1977年 | 樹によりかかれば（詩集）                  | 和田茂         |

#### 第11回 - 第20回
| 回     | 年     | 作品                                              | 作者         |
| ------ | ------ | ------------------------------------------------- | ------------ |
| 第11回 | 1978年 | 朝はだんだん見えてくる                            | 岩瀬成子     |
| 第11回 | 1978年 | 星に帰った少女                                    | 末吉暁子     |
| 第12回 | 1979年 | 野ばらのうた                                      | 山里るり     |
| 第12回 | 1979年 | 青葉学園物語「右むけ、左!」「さよならは半分だけ」 | 吉本直志郎   |
| 第13回 | 1980年 | なきむし魔女先生                                  | 浅川じゅん   |
| 第13回 | 1980年 | ひろしの歌がきこえる                              | 伊沢由美子   |
| 第14回 | 1981年 | 放課後の時間割                                    | 岡田淳       |
| 第14回 | 1981年 | おれたちのはばたきを聞け                          | 堀直子       |
| 第15回 | 1982年 | くろねこパコのびっくりシチュー                    | 北原樹       |
| 第16回 | 1983年 | まなざし                                          | 横沢彰       |
| 第16回 | 1983年 | てつがくのライオン（詩集）                        | 工藤直子     |
| 第17回 | 1984年 | 好きだった風 風だったきみ                         | みづしま志穂 |
| 第17回 | 1984年 | かむさはむにだ                                    | 村中李衣     |
| 第18回 | 1985年 | 太陽の牙                                          | 浜たかや     |
| 第18回 | 1985年 | 銀のうさぎ                                        | 最上一平     |
| 第18回 | 1985年 | そらいろのビー玉（詩集）                          | 尾上尚子     |
| 第19回 | 1986年 | 風の音をきかせてよ                                | 泉啓子       |
| 第20回 | 1987年 | ぼくのお姉さん                                    | 丘修三       |

#### 第21回 - 第30回
| 回     | 年     | 作品                                  | 作者         | 出版社       |
| ------ | ------ | ------------------------------------- | ------------ | ------------ |
| 第21回 | 1988年 | シゲちゃんが猿になった                | 原のぶこ     | 新日本出版社 |
| 第21回 | 1988年 | 「家なき子」の旅（評論）              | 佐藤宗子     | 平凡社       |
| 第22回 | 1989年 | 空色勾玉                              | 荻原規子     | 福武書店     |
| 第22回 | 1989年 | のぞみとぞぞみちゃん                  | ときありえ   | 理論社       |
| 第23回 | 1990年 | 海辺の家の秘密                        | 大塚篤子     | 岩崎書店     |
| 第24回 | 1991年 | クヌギ林のザワザワ荘                  | 富安陽子     | あかね書房   |
| 第25回 | 1992年 | 月の森に、カミよ眠れ                  | 上橋菜穂子   | 偕成社       |
| 第25回 | 1992年 | 初潮という切り札（評論）              | 横川寿美子   | JICC出版局   |
| 第26回 | 1993年 | でんぐりん                            | 正道かほる   | あかね書房   |
| 第26回 | 1993年 | 夏の庭 The Friends                    | 湯本香樹実   | 福武書店     |
| 第27回 | 1994年 | 半分のふるさと                        | イ・サンクム | 福音館書店   |
| 第27回 | 1994年 | 風のラヴソング                        | 越水利江子   | 岩崎書店     |
| 第28回 | 1995年 | 地獄堂霊界通信ワルガキ、幽霊にびびる! | 香月日輪     | ポプラ社     |
| 第28回 | 1995年 | 西の魔女が死んだ                      | 梨木香歩     | 楡出版       |
| 第29回 | 1996年 | マサヒロ                              | 田中文子     | 解放出版社   |
| 第30回 | 1997年 | ぼくらのサイテーの夏                  | 笹生陽子     | 講談社       |

#### 第31回 - 第40回
| 回     | 年     | 作品                                     | 作者       | 出版社     |
| ------ | ------ | ---------------------------------------- | ---------- | ---------- |
| 第31回 | 1998年 | ねこかぶりデイズ                         | 錦織友子   | 小峰書店   |
| 第32回 | 1999年 | 霧の流れる川                             | 岡田依世子 | 講談社     |
| 第33回 | 2000年 | 蝶々、とんだ                             | 河原潤子   | 講談社     |
| 第34回 | 2001年 | わすれてもいいよ                         | 渋谷愛子   | 学習研究社 |
| 第34回 | 2001年 | しろかきの季節（詩集）                   | 関今日子   | 新風舎     |
| 第35回 | 2002年 | えんの松原                               | 伊藤遊     | 福音館書店 |
| 第36回 | 2003年 | ドッグ・シェルター 犬と少年たちの再出航  | 今西乃子   | 金の星社   |
| 第36回 | 2003年 | バイバイ。                               | 李慶子     | アートン   |
| 第37回 | 2004年 | かめきちのおまかせ自由日記               | 村上しいこ | 岩崎書店   |
| 第37回 | 2004年 | いいねこだった（詩画集）                 | 本間ちひろ | 書肆楽々   |
| 第38回 | 2005年 | 青いチューリップ                         | 新藤悦子   | 講談社     |
| 第38回 | 2005年 | 近代沖縄における児童文化・児童文学の研究 | 齋木喜美子 | 風間書房   |
| 第39回 | 2006年 | かはたれ 散在ガ池の河童猫                | 朽木祥     | 福音館書店 |
| 第40回 | 2007年 | 天山の巫女ソニン①黄金の燕                | 菅野雪虫   | 講談社     |
| 第40回 | 2007年 | 冬を飛ぶ蝶（詩集）                       | 鈴木レイ子 | てらいんく |

#### 第41回 - 第50回
| 回     | 年     | 作品                                         | 作者       | 版元         |
| ------ | ------ | -------------------------------------------- | ---------- | ------------ |
| 第41回 | 2008年 | 幸子の庭                                     | 本多明     | 小峰書店     |
| 第42回 | 2009年 | 花火とおはじき                               | 川島えつこ | ポプラ社     |
| 第43回 | 2010年 | ユリエルとグレン                             | 石川宏千花 | 講談社       |
| 第44回 | 2011年 | 満月のさじかげん                             | 樫崎茜     | 講談社       |
| 第45回 | 2012年 | カエルの歌姫                                 | 如月かずさ | 講談社       |
| 第45回 | 2012年 | 〈物語〉のゆらぎ－見切れない時代の児童文学－ | 奥山恵     | くろしお出版 |
| 第46回 | 2013年 | 糸子の体重計                                 | いとうみく | 童心社       |
| 第47回 | 2014年 | かさねちゃんにきいてみな                     | 有沢佳映   | 講談社       |
| 第48回 | 2015年 | どろぼうのどろぼん                           | 斉藤倫     | 福音館書店   |
| 第49回 | 2016年 | おばけ道、ただいま工事中!?                   | 草野あきこ | 岩崎書店     |
| 第49回 | 2016年 | ABC!曙第二中学校放送部                       | 市川朔久子 | 講談社       |
| 第50回 | 2017年 | 日小見不思議草紙                             | 藤重ヒカル | 偕成社       |

#### 第51回 - 第60回
| 回     | 年     | 作品                              | 作者         | 版元         |
| ------ | ------ | --------------------------------- | ------------ | ------------ |
| 第51回 | 2018年 | ラブリィ！                        | 吉田桃子     | 講談社       |
| 第52回 | 2019年 | ピアノをきかせて                  | 小俣麦穂     | 講談社       |
| 第52回 | 2019年 | あさって町のフミオくん            | 昼田弥子     | ブロンズ新社 |
| 第53回 | 2020年 | 一富士茄子牛焦げルギー            | たなかしん   | BL出版       |
| 第54回 | 2021年 | ハジメテヒラク                    | こまつあやこ | 講談社       |
| 第55回 | 2022年 | かすみ川の人魚                    | 長谷川まりる | 講談社       |
| 第55回 | 2022年 | うさぎとハリネズミ きょうもいいひ | はらまさかず | ひだまり舎   |
| 第56回 | 2023年 | 黒紙の魔術師と白銀の龍            | 鳥美山貴子   | 講談社       |
| 第57回 | 2024年 | けものみちのにわ                  | 水凪紅美子   | BL出版       |
| 第58回 | 2025年 | ロボットのたまごをひろったら      | 奈雅月ありす | ポプラ社     |
| 第58回 | 2025年 | 月にすっぴん（詩集）              | 秋元里文     | 四季の森社   |

## 関連事項
- 日本児童文学者協会賞
- 日本児童文学者協会評論新人賞
- 文学賞の一覧